# Matutina (kommun i Brasilien)
Matutina är en kommun i Brasilien.   Den ligger i delstaten Minas Gerais, i den sydöstra delen av landet, 400 km sydost om huvudstaden Brasília. Antalet invånare är 3 763.
Omgivningarna runt Matutina är huvudsakligen savann. Runt Matutina är det glesbefolkat, med 10 invånare per kvadratkilometer.